# 滇鼠刺
滇鼠刺（学名：Itea yunnanensis）为虎耳草科鼠刺属下的一个种。其种加词 yunnanensis 意为“云南的”。